# Irina-Camelia Begu
Irina-Camelia Begu (Bucarest, 26 de agosto de 1990) es una tenista profesional rumana. En su carrera ha conseguido dos títulos en individual y cuatro en dobles su mejor posición fue 22° en agosto de 2016. En dobles llegó a estar en el puesto n.º 35 del mundo.

## Torneos WTA (14; 5+9)

### Individual (5)
| Leyenda                                |
| -------------------------------------- |
| Grand Slam (0)                         |
| Juegos Olímpicos (0)                   |
| WTA Finals (0)                         |
| P. Mandatory & Premier 5, WTA 1000 (0) |
| Premier, WTA 500 (0)                   |
| International, WTA 250 (5)             |

| N.º | Fecha                    | Torneo        | Superficie    | Oponente en la final  | Resultado     |
| --- | ------------------------ | ------------- | ------------- | --------------------- | ------------- |
| 1.  | 15 de septiembre de 2012 | Tashkent      | Dura          | Donna Vekić           | 6-4, 6-4      |
| 2.  | 27 de septiembre de 2015 | Seúl          | Dura          | Aliaksandra Sasnovich | 6-3, 6-1      |
| 3.  | 5 de agosto de 2016      | Florianópolis | Dura          | Tímea Babos           | 2-6, 6-4, 6-3 |
| 4.  | 23 de julio de 2017      | Bucarest      | Tierra batida | Julia Görges          | 6-3, 7-5      |
| 5.  | 24 de julio de 2022      | Palermo       | Tierra batida | Lucia Bronzetti       | 6-2, 6-2      |

#### Finalista (4)
| N.º | Fecha                 | Torneo    | Superficie    | Oponente en la final      | Resultado     |
| --- | --------------------- | --------- | ------------- | ------------------------- | ------------- |
| 1.  | 10 de abril de 2011   | Marbella  | Tierra batida | Victoria Azarenka         | 3-6, 2-6      |
| 2.  | 10 de julio de 2011   | Budapest  | Tierra batida | Roberta Vinci             | 4-6, 6-1, 4-6 |
| 3.  | 19 de octubre de 2014 | Moscú     | Dura (i)      | Anastasiya Pavliuchenkova | 4-6, 7-5, 1-6 |
| 4.  | 28 de agosto de 2021  | Cleveland | Dura          | Anett Kontaveit           | 6-7(5), 4-6   |

### Dobles (9)
| Leyenda                                |
| -------------------------------------- |
| Grand Slam (0)                         |
| Juegos Olímpicos (0)                   |
| WTA Finals (0)                         |
| P. Mandatory & Premier 5, WTA 1000 (0) |
| Premier, WTA 500 (0)                   |
| International, WTA 250 (9)             |

| N.º | Fecha                    | Torneo           | Superficie    | Pareja             | Oponentes en la final                 | Resultado              |
| --- | ------------------------ | ---------------- | ------------- | ------------------ | ------------------------------------- | ---------------------- |
| 1.  | 14 de enero de 2012      | Hobart           | Dura          | Monica Niculescu   | Chia-Jung Chuang Marina Erakovic      | 6-7(4), 7-6(4), [10-5] |
| 2.  | 21 de junio de 2013      | 's-Hertogenbosch | Hierba        | Anabel Medina      | Dominika Cibulková Arantxa Parra      | 4-6, 7-6(3), [11-9]    |
| 3.  | 23 de febrero de 2014    | Río de Janeiro   | Tierra batida | María Irigoyen     | Johanna Larsson Chanelle Scheepers    | 6-2, 6-0               |
| 4.  | 21 de septiembre de 2014 | Seúl             | Dura          | Lara Arruabarrena  | Mona Barthel Mandy Minella            | 6-3, 6-3               |
| 5.  | 23 de julio de 2017      | Bucarest         | Tierra batida | Ioana Raluca Olaru | Elise Mertens Demi Schuurs            | 6-3, 6-3               |
| 6.  | 15 de octubre de 2017    | Tianjin          | Dura          | Sara Errani        | Dalila Jakupović Nina Stojanović      | 6-4, 6-3               |
| 7.  | 6 de enero de 2018       | Shenzhen         | Dura          | Simona Halep       | Barbora Krejčíková Kateřina Siniaková | 1-6, 6-1, [10-8]       |
| 8.  | 22 de julio de 2018      | Bucarest         | Tierra batida | Andreea Mitu       | Danka Kovinić Maryna Zanevska         | 6-3, 6-4               |
| 9.  | 3 de febrero de 2019     | Hua Hin          | Dura          | Monica Niculescu   | Anna Blinkova Yafan Wang              | 2-6, 6-1, [12-10]      |

#### Finalista (7)
| N.º | Fecha                    | Torneo         | Superficie    | Pareja             | Oponentes en la final                | Resultado           |
| --- | ------------------------ | -------------- | ------------- | ------------------ | ------------------------------------ | ------------------- |
| 1.  | 28 de abril de 2012      | Fes            | Tierra batida | Alexandra Cadantu  | Petra Cetkovská Alexandra Panova     | 6-3, 6-7(5), [9-11] |
| 2.  | 21 de octubre de 2012    | Luxemburgo     | Dura (i)      | Monica Niculescu   | Andrea Hlaváčková Lucie Hradecká     | 3-6, 4-6            |
| 3.  | 21 de febrero de 2015    | Río de Janeiro | Tierra batida | María Irigoyen     | Ysaline Bonaventure Rebecca Peterson | 0-3, ret.           |
| 4.  | 3 de octubre de 2015     | Wuhan          | Dura          | Monica Niculescu   | Martina Hingis Sania Mirza           | 2-6, 3-6            |
| 5.  | 23 de octubre de 2015    | Moscú          | Dura (i)      | Monica Niculescu   | Daria Kasátkina Yelena Vesnina       | 3-6, 7-6(7), [5-10] |
| 6.  | 30 de junio de 2018      | Eastbourne     | Hierba        | Mihaela Buzărnescu | Gabriela Dabrowski Xu Yifan          | 3-6, 5-7            |
| 7.  | 29 de septiembre de 2018 | Tashkent       | Dura          | Ioana Raluca Olaru | Olga Danilović Tamara Zidanšek       | 5-7, 3-6            |

## Actuación en TorneosGrand Slam

### Individual
| Torneos                   | 2011 | 2012 | 2013 | 2014 | 2015 | 2016 | 2017 | 2018 | 2019 | 2020 | 2021 | 2022 | G–P   |
| ------------------------- | ---- | ---- | ---- | ---- | ---- | ---- | ---- | ---- | ---- | ---- | ---- | ---- | ----- |
| Grand Slam                |      |      |      |      |      |      |      |      |      |      |      |      |       |
| Abierto de Australia      | A    | 1R   | 2R   | 1R   | 4R   | 1R   | 2R   | 2R   | 2R   | 1R   | 1R   | 2R   | 8–11  |
| Roland Garros             | 2R   | 2R   | 1R   | A    | 3R   | 4R   | 1R   | 3R   | 3R   | 2R   | 1R   | 4R   | 15–11 |
| Wimbledon                 | 1R   | 1R   | 1R   | 2R   | 3R   | 1R   | 2R   | 1R   | Q2   | NC   | 3R   | 3R   | 8–10  |
| Abierto de Estados Unidos | 1R   | 2R   | 1R   | 2R   | 1R   | 1R   | 1R   | 2R   | Q2   | 1R   | 1R   | 2R   | 4–11  |
| G–P                       | 1–3  | 2–4  | 1–4  | 2–3  | 7–4  | 3–4  | 2–4  | 4–4  | 3–2  | 1–3  | 2–4  | 7–4  | 35–43 |

### Dobles
| Torneos                   | 2011 | 2012 | 2013 | 2014 | 2015 | 2016 | 2017 | G–P   |
| ------------------------- | ---- | ---- | ---- | ---- | ---- | ---- | ---- | ----- |
| Grand Slam                |      |      |      |      |      |      |      |       |
| Abierto de Australia      | A    | CF   | 3R   | 1R   | 2R   | 1R   | 1R   | 6–6   |
| Roland Garros             | A    | 1R   | 2R   | 3R   | 2R   | A    | CF   | 7–5   |
| Wimbledon                 | 1R   | 2R   | 1R   | 1R   | 2R   | 1R   | A    | 2–6   |
| Abierto de Estados Unidos | 2R   | 1R   | 1R   | 1R   | 3R   | 1R   |      | 3–5   |
| G–P                       | 1–2  | 4–4  | 3–4  | 2–4  | 5–4  | 0–3  | 3–2  | 18–23 |